# Thin Lizzy (album)
Thin Lizzy je první studiové album irské skupiny Thin Lizzy, vydané v roce 1971 (viz 1971 v hudbě).

## Seznam stop
1. "The Friendly Ranger at Clontarf Castle" (Bell, Lynott) – 2:57
2. "Honesty Is No Excuse" (Lynott) – 3:34
3. "Diddy Levine" (Lynott) – 3:52
4. "Ray-Gun" (Bell) – 2:58
5. "Look What the Wind Blew In" (Lynott) – 3:16
6. "Éire" (Lynott) – 2:04
7. "Return of the Farmer's Son" (Downey, Lynott) – 4:05
8. "Clifton Grange Hotel" (Lynott) – 2:22
9. "Saga of the Ageing Orphan" (Lynott) – 3:39
10. "Remembering, Pt. 1" (Lynott) – 5:57
Podle poznámek na albu, nahrávání původního alba začalo 4. ledna 1971. Phil Lynott zemřel přesně o 15 let později, 4. ledna 1986. Když bylo album přepracováno na CD, byly přidány čtyři skladby, původně obsažené na EP "New Day":
11. "Dublin" (Lynott) – 2:27
12. "Remembering, Pt. 2 (New Day)" (Bell, Downey, Lynott) – 5:06
13. "Old Moon Madness" (Lynott) – 3:56
14. "Things Ain't Workin' Out Down at the Farm" (Lynott) – 4:32

Předpokládalo se, že nová reedice alba vyjde někdy v roce 2007, ale vydání se opozdilo až do dubna 2008.
Seznam stop je následující:
1. Friendly Ranger At Clontarf Castle
2. Honesty Is No Excuse
3. Diddy Levine
4. Ray Gun
5. Look What The Wind Blue In
6. Éire
7. Return Of The Farmer's Son
8. Clifton Grange Hotel
9. Saga Of The Ageing Orphan
10. Remembering
11. The Farmer
12. Dublin
13. Remembering Part 2 (New Day)
14. Old Moon Madness
15. Things Ain't Working Out Down At The Farm
16. Look What The Wind Blew In (1979 Overdubbed & Remixed Version)
17. Honesty Is No Excuse (1979 Overdubbed & Remixed Version)
18. Dublin (1979 Overdubbed & Remixed Version)
19. Things Ain't Working Out Down At The Farm (1979 Overdubbed & Remixed Version)

## Obsazení
- Eric Bell - sólová kytara, 12strunná kytara
- Brian Downey - bicí, perkusy
- Phil Lynott - baskytara, zpěv, akustická kytara

host
- Ivor Raymonde - mellotron na "Honesty Is No Excuse"